# Real Madrid Baloncesto 2003-2004
Questa voce raccoglie le informazioni riguardanti il Real Madrid Baloncesto nelle competizioni ufficiali della stagione 2003-2004.

## Stagione
La stagione 2003-2004 del Real Madrid Baloncesto è la 48ª nel massimo campionato spagnolo di pallacanestro, la Liga ACB.

## Roster
Aggiornato al 22 novembre 2021.
| Real Madrid 2003-04 | Real Madrid 2003-04 |
| Giocatori           | Staff tecnico       |
| ------------------- | ------------------- |

| N. | Naz.                                     | Ruolo | Nome                      | Anno | Alt.   | Peso   |  |
| -- | ---------------------------------------- | ----- | ------------------------- | ---- | ------ | ------ |  |
| 4  | Spagna (bandiera)                        | G     | Alberto Aspe              | 1987 | 194 cm |        |  |
| 5  | Spagna (bandiera)                        | P     | Roberto Núñez             | 1978 | 192 cm | 84 kg  |  |
| 6  | Stati Uniti (bandiera)                   | P     | Elmer Bennett             | 1970 | 183 cm | 77 kg  |  |
| 7  | Croazia (bandiera) · Germania (bandiera) | G     | Mario Stojić              | 1980 | 198 cm | 95 kg  |  |
| 8  | Argentina (bandiera) · Spagna (bandiera) | P     | Lucas Victoriano          | 1977 | 190 cm | 88 kg  |  |
| 9  | Grecia (bandiera)                        | AG    | Antōnīs Fōtsīs            | 1981 | 208 cm | 108 kg |  |
| 11 | Spagna (bandiera)                        | AP    | Alberto Herreros (C)      | 1969 | 200 cm | 98 kg  |  |
| 12 | Spagna (bandiera)                        | C     | Antonio Bueno             | 1980 | 208 cm | 111 kg |  |
| 13 | Spagna (bandiera)                        | AG    | Juan José López           | 1982 | 205 cm |        |  |
| 14 | Spagna (bandiera)                        | C     | Alfonso Reyes             | 1971 | 202 cm | 120 kg |  |
| 15 | Spagna (bandiera)                        | AP    | Álex Mumbrú               | 1979 | 202 cm | 102 kg |  |
| 16 | Spagna (bandiera)                        | C     | Eduardo Hernández-Sonseca | 1983 | 211 cm | 105 kg |  |
| 17 | Spagna (bandiera)                        | P     | Daniel Borja Muñoz        | 1987 | 184 cm |        |  |
| 31 | Irlanda (bandiera)                       | C     | Pat Burke                 | 1973 | 210 cm | 113 kg |  |
| 33 | Spagna (bandiera)                        | AC    | José Ángel Antelo         | 1987 | 204 cm | 100 kg |  |
| 34 | Lettonia (bandiera)                      | C     | Kaspars Kambala           | 1978 | 206 cm | 120 kg |  |
| -  | Spagna (bandiera)                        | AP    | Raúl Hernández            | 1986 | 196 cm |        |  |
| -  | Spagna (bandiera)                        | AP    | Enrique Suárez            | 1983 | 191 cm |        |  |

| Allenatore                                                        |
| - Julio Lamas                                                     |
| Assistente/i                                                      |
| - Chus Mateo Legenda - (C) Capitano - (IN) Inattivo - Infortunato |

## Mercato

### Sessione estiva
| Acquisti | Acquisti        | Acquisti                | Acquisti      | Acquisti |
| R.a      | Nome            | da                      | Modalità      |          |
| -------- | --------------- | ----------------------- | ------------- | -------- |
| AG       | Antōnīs Fōtsīs  | Panathīnaïkos           | definitivo    |          |
| C        | Kaspars Kambala | Efes Pilsen             | definitivo    |          |
| G        | Mario Stojić    | Alicante                | definitivo    |          |
| P        | Elmer Bennett   | Saski Baskonia          | definitivo    |          |
| C        | Antonio Bueno   | Joventut Badalona       | definitivo    |          |
| C        | Maciej Lampe    | Universidad Complutense | fine prestito |          |

| Cessioni | Cessioni           | Cessioni          | Cessioni       | Cessioni |
| R.       | Nome               | a                 | Modalità       |          |
| -------- | ------------------ | ----------------- | -------------- | -------- |
| P        | Damir Mulaomerović | PAOK Salonicco    | fine contratto |          |
| AC       | Derrick Alston     | Spalato           | fine contratto |          |
| C        | Dragan Tarlać      | CSKA Mosca        | fine contratto |          |
| AP       | Lucio Angulo       | Alicante          | fine contratto |          |
| A        | Samuel Nadeau      | Free agent        | fine contratto |          |
| AP       | Alain Digbeu       | Joventut Badalona | fine contratto |          |
| C        | Maciej Lampe       | N.Y. Knicks       | fine contratto |          |

### Dopo l'inizio della stagione
| Acquisti | Acquisti  | Acquisti     | Acquisti     | Acquisti   |
| R.       | Nome      | da           | Data         | Modalità   |
| -------- | --------- | ------------ | ------------ | ---------- |
| C        | Pat Burke | Gran Canaria | gennaio 2004 | definitivo |

| Cessioni | Cessioni | Cessioni | Cessioni | Cessioni |
| R.       | Nome     | a        | Data     | Modalità |
| -------- | -------- | -------- | -------- | -------- |